# Gothic 1
Готика 1 је акциона игра улога (енг: role-playing game - RPG) намењена Microsoft Windows окружењу а развијена је од стране Немачке компаније Piranha Bytes. Прво је била објављена у Немачкој 23.-ег Новембра 2001.-е године, након тога објављена је у Северној Америци 8 месеци касније 23.-ег Новембра 2001.-е, а потом 28.-ог Марта 2002.-е у Пољској. Готика 1 је добила добре критике, добила је просечних 79.35% и 81/100 у рангирању игре и метакритичкој агрегацији респективно. Рецензије настале за ову игру су биле везане за саму причу, сложену интеракцију са другим личностима у игри и графике али је критикована због веома тешке контролне шеме и високих хардверских захтева игре.

## Играње
Главни карактер мора да комплетира задатке и да побије дивље животиње и чудовишта како би зарадио „поене вештина“, који се користе за повећање основних атрибута које карактер поседује, унапређење вештина и за учење заната. Троше се тако што се пронађе адекватан учитељ, који ће вас за одређени број тих поена научити неком вештином. Поједине вештине имају само један ниво знања:
- шуњање,
- акробације,

док борбене вештине имају два нивоа стручности и оне су:
- Вештина руковања оружјем (једном руком, ножеви, мачете, сабље, кратки мачеви),
- Вештина руковања оружјем (са обе руке, дугачки мачеви, маљеви, борбене секире),
- Гађање уз помоћ лука и стреле,
- Гађање уз помоћ самострела.

Једино вештина џепарења има 2 нивоа стручности а да није борбена вештина. Ако јунак изабере да жели бити чаробњак (Маг), а то може постићи придруживању кампу у мочвари, има могућност научити кругове магије, којих има свега 6, а у сваком одређени скуп вештина магије. Основни атрибути могу бити увећавани у корацима од 1.-ог поена или 5 поена, са почетном вредношћу од 10 за сваки атрибут са могућношћу да се догура до 100 поена за одређени атрибут. Ова граница може бити померена уз помоћ напитака које може јунак да нађе у току игре или да научи и сам да направи исте уз помоћ правих састојака ако их поседује.
Игра придодаје посебну пажњу на интерактивности са самим окружењем у самој игри. На пример, ловећи дивље животиње јунак може да дође до сировог меса, наравно ако успе да усмрти животињу. То сирово месо може да се поједе и допуни животне бодове или да се исто тако и прода. Међутим, ако се искористи тигањ или шпорет, играч може од сировог меса направити гриловано месо, које даје много више животних бодова када се користи, што би другим речима могло да се каже да је много ефикасније у надокнади енергије и животних бодова. Исто тако, много других активности осталих ликова у игри који могу бити виђени, као што су:
- свирање музичких инструмената,
- мешање супе у лонцу,
- уринирање,
- спавање,
- рад са разним алатима и сл,

могу такође да се изводе и од стране главног лика, стим што за неке од активности мора да се поседују одређене вештине поготово као пто је ковање оружја и сл.
Играч у току игре може да бира ком ће се кампу придружити, пошто их има више од једног. Међутим, задаци у игри се понашају линеарно па су заступљени сви кампови у вези са тим и можете проћи кроз све ако желите, и на тај начин интераговати са свим фракцијама, радити за те фракције, или се чак борити против истих. Главна разлика међу камповима је та што припадници кампа у мочвари не могу постати магови, зато што су ограничени на свега 4 кругова магије од 6. Међутим, они добијају приступ магији много раније.

## Синопсис

### Поставка игре
Радња игре је смештена у средњевековном свету препуном фантастике где су људи у рату са Орковима, који полако губе. У циљу да узврати ударац, краљу је потребна магична руда која се налази на острву Коринис, у Долини рудника. Због тога, он одлучује да пошаље сваког човека који је осуђен за било који злочин у новостворену рударску колонију.
Да би спречио осуђенике да побегну, краљ је наредио да 12 најјача чаробњака створе магичну баријеру изнад рударске колоније. Међутим, баријера се измакла контроли и порасла је довољно да је захватила целокупну долину, заробивши и саме чаробњаке унутар, и дајући шансу осуђеницима да побију стражаре и да преузму контролу над колонијом. На овај начин краљ бива присиљен да тргује са овим затвореницима за магичну руду.
Убрзо потом, осуђеници се раздвајају у три различите групације:
1. Стари камп који контролише трговину са краљем, под вођством ,,рудног барона" Гомеза, њихов рудник је Стари рудник
2. Нови камп који одбија да тргује са краљем, и који планирају да искористе велику количиму магичне руде да би уништи баријеру, њихов рудник је Нови рудник
3. Братство, камп у мочвари, чији чланови верују у бога званог Спавач и који ће им помоћи да побегну из колоније, они немају рудник али мотају траву из мочваре, коју тргују са другим камповима[7][9]

Чаробњаци који су створили баријеру су се такође поделили у две групације:
1. Магови ватре, који су се прикључили старом кампу,
2. Магови воде, који су се прикључили новом кампу.[7]

### Заплет
Играч преузима контролу над безименим затвореником који је тек убачен у рударску колонију под магичну баријеру. Пре но што је послат, играч добија писмо које мора да испоручи ватреним маговима у старом кампу. Одмах на уласку су га физички напали чланови старог кампа, али га је спасио Дијего, који му помаже да се снађе у колонији. Након што се придружио некој фракцији и добио приступ замку који служи као штаб старог кампа ,протагониста је добио шансу да прича са маговима. Испоручивши писмо Милтену, најмлађем магу, протагониста је сазнао да је писмо намењено Зардасу, који је одавно напустио магове ватре и не зна се где је.
Након тога протагониста бива послат у мочварски камп где му члан братства по имену Лестер говори да Иберион, духовни вођа и оснивач кампа, жели да прича са њим. . Иберион му говори да треба да нађе фокусни камен, који је потребан да би се спровео ритуал призивања Спавача, божанства у које они верују. Након прибављања камена на литици изнад храма секте, где је била у рукама полуделог члана исте, Иберион му даје инструкције да фокус преда Кор Калому, десној руци Ибериона. Кор Калом даје протагонисти задатак да оде у Стари рудник и помогне темпларима (оружана снага секте) да убију инсектоидна чудовишта и убере од њих јачи секрет него што је до тада коришћен у ритуалне сврхе секте. Након што је побио све штеточине и узео секрет од њихове мајке, протагониста се вратио Кор Калому, који му је напоменуо да ће цело братство учествовати у ритуалу призивања Спавача испред храма чим падне мрак. Иберион, заједно са Кол Каломом и Кор Ангаром, вођом темплара, призива Спавача али убрзо доживљава колапс. Кор Ангар је приликом помоћи Ибериону добио визију у којој је видео Орка у подземној просторији. Закључио је да се ради о старом гробљу Оркова и одмах је послао Темпларе, заједно са једним Гуруом, на назначено место. Када је протагониста стигао тамо, затекао је борбу измећу оркова и темплара коју темплари губе и само је Гуру остао жив . Након претраживања целог подземног комплекса, двојица налазе просторију из Кор Ангарове визије. У једном тренутку, Гуру пада на колена видевши да ничега нема и у свом лудилу оптужује протагонисту да због њега Спавач не жели да се појави. Гуру је потом насрнуо да убије протагонисту, али бива брзо савладан и убијен.
Након погибије Гуруа, јунак се враћа у камп братства где затиче Ибериона и даље исцрпљеног од ритуала. Упркос силним напорима и набавлању посебних биљака, Иберион умире. Пре него што је умро, упозорио је остатак кампа на праву истину, да је Спавач у ствари зли демон који их неће избавити и да једино верује у Магове воде из новог кампа и њиховом плану. Кор Ангар опрашта протагонисти убиство Гуруа, схвативши да је Гуру пао у лудило под утицајем Спавача. Кор Калом и део следбеника није прихватио да се одрекне Спавача и пошли су сами у потрагу.
Протагониста затим посећује Нови камп где упознаје Лија, вођу плаћеника који лично штите Магове воде као и Горна, плаћеника у Лијевој служби. Вођа Магова воде бива шокиран вестима да је Иберион преминуо као и чињеницом да је Спавач демон. Он шаље протагонисту да нађе све фокусне камене попут оних који је Иберион користио у ритуалу и који су били кључни у стварању баријере. Обилазећи целу долину на основу карте коју је добио од Сатураса, вође Магова воде, протагониста је уз помоћ својих ранијих познаника Дијега,Милтена,Лестера и Горна набавио све фокусне камене и предао их Сатурасу. Сатурас му је рекао да је потребна помоћ Магова ватре из Старог кампа да би успешно уништили баријеру и протагониста се упутио ка њима Међутим, испред зидина Старог кампа протагонисту зауставња Милтен који обавештава протагонисту да су Магови ватре сви побијени од стране Гомеза, вође кампа, и да је он сам једва преживео. Стари камп је затворио оба улаза и нико није могао да уђе са споља. Милтен потом протагонисти говори да оде до Дијега, који се крије испред другог улаза у Стари камп. Дијего му објашњава да се Стари рудник урушио након што су рудари налетели на подземну воду која је уништила бедеме, што је довело до колапса. Гомез је, међутим, тврдио да су припадници Новог кампа саботирали рудник па је искористио прилику да нареди напад на њихов рудник, обезбеђујући тако нови рудник себи а уједно и свој опстанак. Пошто су Магови ватре били против ове акције и залагали се за смиреност, Гомез је наредио њихово убиство, тиме згазивши последњи отпор његовом ауторитету. Дијего је затим рекао да су он, Милтен, Горн и Лестер стари пријатељи и да су редовно у међусобној коресподенцији што се тиче догађаја у долини.
Вративши се код Сатураса и Водених магова са вестима, Сатурас са муком говори да је једино преостало да пронађу Зардаса, бившег Мага ватре и најјачег од свих магова у долини, Сатурас је открио истину да је Зардас управо био тринаести маг који је учествовао у прављењу баријере и да је био на челу тог подухвата. У тежњи да нађе начин да уништи баријеру након њеног неочекиваног проширења и због неповерења Гомезу, Зардас напушта Стари камп и креће да се бави црном магијом, изградивши своју кулу дубоко у територији Оркова ради што веће изолације. Протагониста, уз знање стечено из библиотеке Водених магова, успева да нађе Зардасову кулу и побије елементалне големе који су чували улаз. Тамо га Зардасов демонски слуга упућује ка његовој одаји, где протагониста Зардасу објашњава план Водених магова. Међутим, Зардас одбија да помогне маговима воде и мисли да њихов план неће успети. Зардас објашњава да је за неконтролисано проширење баријере криво присуство Спавача и да ће његово уништење срушити баријеру. Говори да је Спавач призван још у давнини од стране пет орковских шамана који су хтели да искористе његову моћ да униште супарничка племена. Зардас потом захтева од протагонисте да пронађе једног протераног Орковског шамана у рушевинама тврђаве у брдима изнад његове куле да би чуо остатак приче. 
Протагониста затиче шамана како се брани од осталих оркова који су послати да га убију. Након што му је помогао, испоставило се да шаман зна да говори језиком људи и представио се као Ур-Шак. Језик је научио јер је био роб у једном од рудника али је побегао назад у своје племе. Он је био протеран из свог племена јер се бунио против обожавања Спавача, тврдивши да је демон. Ур-Шак је открио да се на месту где живи његово племе управо налази улаз у храм Спавача који су изградили пет древних шамана који су га призвали. Они генерацијама жртвују своје како би се сачували његовом гнева. Затим говори протагонисти да једини начин да прође кроз територију његовог племена без да буде нападнут је да на себи носи орковски стандард који се зове УЛУ-МУЛУ. Такође му говори да УЛУ-МУЛУ зна да направи његов пријатељ са којим је робовао у руднику пре бекства, али да се не сећа који рудник је у питању. 
Вративши се назад у Нови камп, Горн му говори како планирају да поврате Нови рудник од Гомеза и његових људи. Протагониста је слагао Сатураса како није наишао на Зардаса и прећутао је да је скупљање силне руде ради детонације баријере узалудно. Након што су он и Горн побили све Гомезове људе у руднику, протагониста је налетео на орка роба за кога се испоставља да је Ур-Шаков пријатељ. Након лечења његових рана, орк нуди да направи УЛУ-МУЛУ, али да ће протагониста морати да порази разне звери јер су делови њихових тела потребни за изградњу. Протагониста је то испунио и орк му је направио стандард. Вративши се код Зардаса и рекавши му целу легенду од призивању Спавача коју је чуо од Ур-Шака, Зардас му је признао да је то био тест да би се уверио да ли је протагониста у ствари онај о коме орковска пророчанства говоре да ће поразити Спавача. 
Инфилтрирајући орковско племе, протагониста је наишао на улаз у храм Спавача. Унутар њега се борио против немртвих оркова као и против следбеника из братства који су пратили Кор Калома . Успео је да прибави чудам мач који се налазио у једној од гробница. Усмртио је четири древна шамана, али није могао да науди петоме, што га је приморало да се повуче. Вратио се код Зардаса и показао му је мач који је нашао у храму. Зардас га је затим упутио ка својој старој кули која је потопљена у језеру да нађе бољи оклоп док он дешифрује симболе на мачу. Након што је испливао на дно старе куле и поразио скелете чуваре, протагониста налази оклоп као и руну која служи за телепортацију до зграде сада покојних Магова ватре. Након телепортације до зграде Магова која се налазила у замку Гомеза у Старом кампу, протагонисту су напали чувари, које је он лако поразио. Том приликом се пробио до Гомеза, кога је и убио. Након повратка у кулу, Зардас је саопштио да је дешифровао натписе на мачу и утврдио да је у питању Уризиел, мач који је користио древни војсковођа у борби против оркова, исто као и оклоп који је протагониста набавио. Да би Уризиел добио коначну снагу, потребно је напајање великом количином магичне енергије. Зардас му говори да искористи огромну гомилу руде Водених магова за тај подухват и даје му лист са чаробним речима који ће му помоћи да то изврши. Телепортујући се назад у Нови камп, протагониста убеђује Милтена да му помогне. У просторији где се налазила руда, протагониста је набио Уризиел у гомилу док је Милтен читао речи. Водени магови су приметили шта су двојица учинили, али је било касно. Након бекства код Зардаса, протагониста се упутио назад у храм Спавача где је успео да убије петог шамана и настави даље. У наредној просторији се изненада телепортовао Зардас који га упозорава да треба да пробије шест срца која су припадала древним шаманима да би Спавача протерао назад у своју димензију. Зардас, исцрпљен од телепортовања је пао у сан, док је протагониста наставио до задње просторије где су се налазили луди Кор Калом и његови следбеници заједно са огромним зверским демоном Спавачем. Након погибије Кор Калома и његових следбеника, протагониста је пробио срца древних шамана и тиме уништио спавача и протерао га у другу димензију. Нестанком Спавача је напокон пала баријера.

## Техничке карактеристике

### Погон
Piranha Bytes је радила више од 4 година на развоју технологије Готика игре, односно самог погона који покреће игру. Погон је креиран комплетно у кући, са модификованом верзијом касније коришћеном за Готику 2. Ово су једине игре које су користиле овај погон.

### Издања и дистрибуција
Готика је првобитно објављена 12.-ог Марта 2001.-е године у Немачкој, Аустрији и Швајцарској, објављена од стране Egmont Interactive корпорације. Издање у Северној Америци је било од стране Xicat Interactive корпорације које је каснило више од пола године и то 23.-ег Новембра 2001.-е године. Фебруара 2006.-е интернационално издање је најавило припреме чак за Готика 3 игру која је уважавала многе већу пажњу интернационалних медија него претходне верзије игре.
У правцу ко-издања Енглесака демо верзија је постала доступна на званичном сајту Игре. Демо верзија садржи део првог поглавља саме игре. У Немачкој и у неким другим земљама Готика је постала доступна и у Колекционарском издању, заједно са Готика 2 игром , Готика 2 - Ноћ гаврана надоградњом и Готика - Издање за обожаваоце укључујући званичну мапу колоније такође као једну од многобројних додатака.

## Критике
Игра је добила у основи позитивне критике од стране критичара игара, постигнувши просечан резултат од 79.35% на рангирању игре и 81/100 на Метакритици. IGN је закључио да је Готика игра улога солидно искуство и Eurogamer је рекао да је то игра коју развојни тимови морају да виде и да узму за пример јер је то авантуристичка игра улога каква би све морале да буду. GameSpot је дао мало мање позитивну критику под изговором упркос постигнућима Готике у оквиру приче и дијалога, играчи би могли да буду разочарани веома плитким и недовољним развојем јунака и веома јадне борбене активности. Награду за најбољу авантуристичку игру 2001.-е године на свету је доделио GameStar за игру Готика.
| Збирни резултати критика |                      |
| ------------------------ | -------------------- |
| Сабирачи резултата       | Резултат             |
| GameRankings             | 79.35% (18 ревизија) |
| Metacritic               | 81/100 (14 ревизија) |

| Ревизија критика |          |
| ---------------- | -------- |
| Публикације      | Резултат |
| ActionTrip       | 88/100   |
| Eurogamer        | 8/10     |
| GameSpot         | 7.2/10   |
| GameSpy          | 7.2/10   |
| IGN              | 8.6/10   |